# 丁惟汾

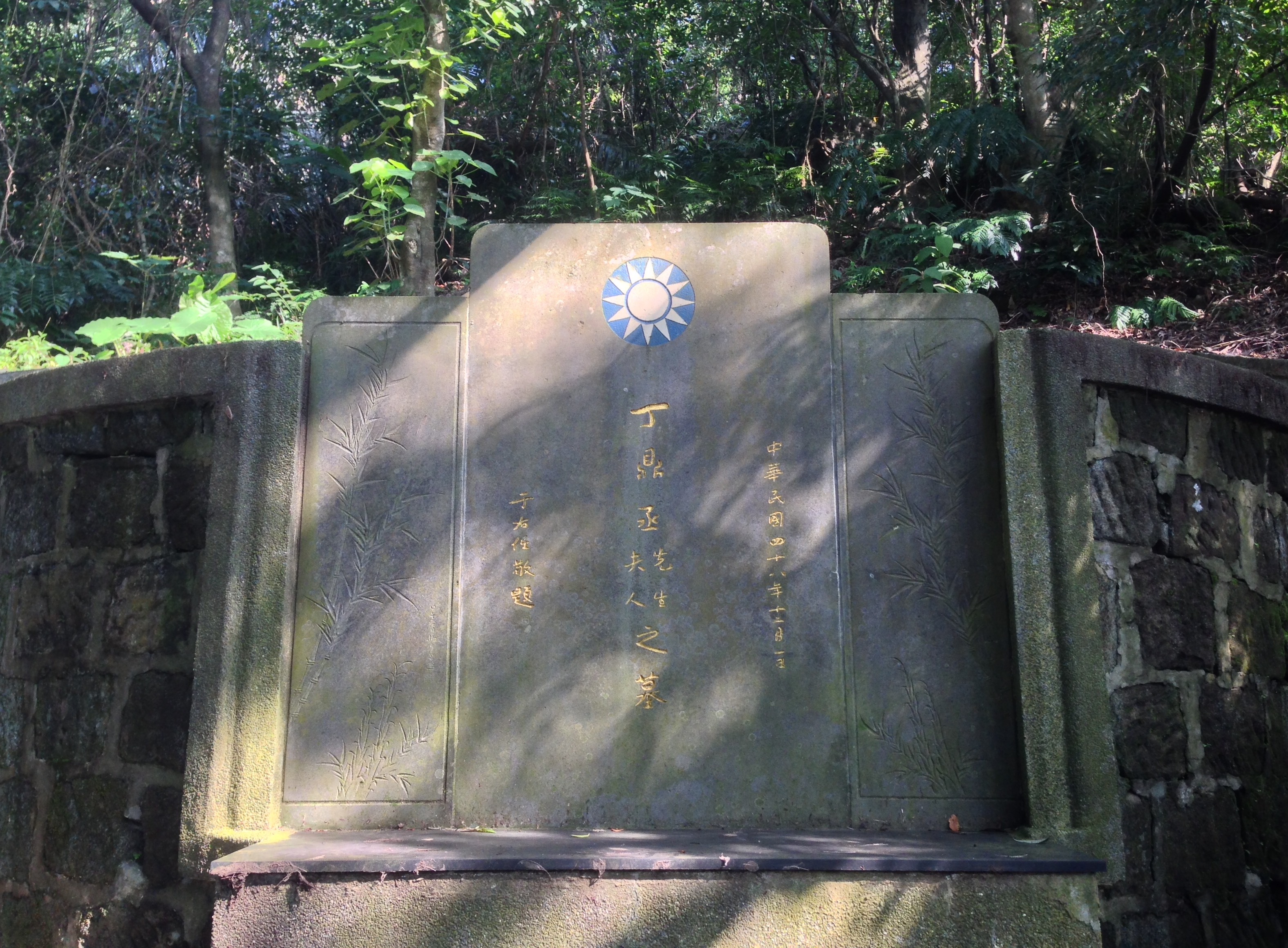
新北市文化資產丁惟汾墓

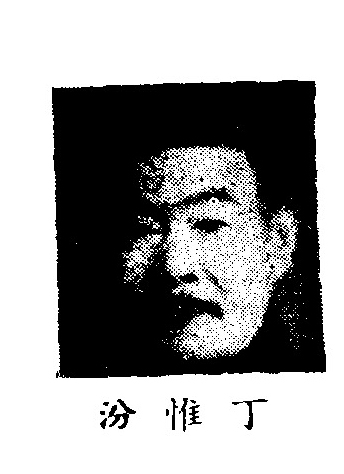

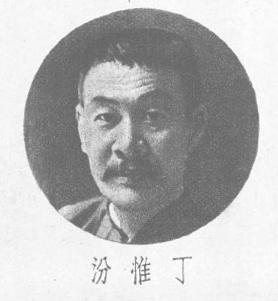

丁惟汾（1874年—1954年5月12日），字鼎丞，又字鼎臣，国民党元老，曾任国民党中央宣传部部长、监察院副院长。山东日照县涛雒镇官庄人，丁家为当地望族。曾在日本东京明治大学学习法律，在日期间加入中国同盟会。民国建立之后，当选为众议院议员，参与了国民党党纲、总章的草拟。

## 性情爱好
丁惟汾为人正直，做事不做官，多次拒绝蒋介石的政治邀请。丁酒量极佳，酒品一流。

## 著名亲属
- 父亲丁以此，清末秀才，音韵学和文字学造诣颇深，著有《毛诗正韵》。
- 按日照丁氏辈分属曾孙辈丁肇中，诺贝尔物理学奖得主，其曾祖父丁惟垲，与丁惟汾同辈。但其母王隽英在父亲辛亥革命牺牲后，被丁惟汾收为义女，所以从母系角度，丁肇中又属于孙辈。
- 牟宜之，系丁惟汾夫人的外甥，丁之弟子，从政有为，亦是诗人。
- 女婿黄万里，清华大学教授、著名水利学家。
- 外孙女婿杨乐，黄万里之长女婿，中国科学院院士、数学家。

## 紀念
國立政治大學曾有鼎丞樓（原名院系辦公大樓，1964年竣工，1968年5月20日命名；1994年拆除），以紀念曾任中央政治學校教育長之丁惟汾先生。原建築地今為商學院大樓。